# 米蘭達市 (蘇利亞州)
米蘭達市（西班牙語：Municipio Miranda），是委內瑞拉的一個市，位於該國西北部蘇利亞州，首府設於洛斯普埃托斯德阿爾塔格拉西亞，始建於1989年，面積1,966平方公里，2012年人口99,778，人口密度每平方公里50.75人。